# 舒心小聖誕
《舒心小聖誕》（英語：Cozy Little Christmas）是美國歌手凱蒂·佩芮的一首聖誕歌曲。它於2018年11月15日單單發行至亚马逊音乐。歌曲由佩芮、格雷格·威爾斯和费拉斯·阿爾蓋斯創作和製作。《舒適的小型聖誕節》是關於佩芮和家人在哥本哈根度過聖誕節，歌詞圍繞著因為愛很重要，所以不需要禮物。它在英國和美國分別獲得第23位和第53位的成績。

## 詞曲
《舒心小聖誕》時長3分2秒。這是有著鈴鐺聲的「異想天開的」聖誕歌曲，而歌詞圍繞著因為愛很重要，所以聖誕節不需要禮物。《舒適的小型聖誕節》由佩芮、格雷格·威爾斯和费拉斯·阿爾蓋斯共同創作和製作。她唱道：「I don't need diamonds or sparkly things」（大意：我不需要鑽石和閃閃發光的東西）和「you can't buy this feeling」（大意：你無法買到如此感覺），以及副歌中的「Nothing lights my fire or wraps me up baby like you do」（大意：沒有東西想你一樣點燃我的愛火或者使我溫暖，寶貝）。佩芮創作這首歌曲是關於與家人在哥本哈根度過聖誕節。這是她繼2015年發行《每一天都值得歡慶》之後第二首聖誕歌曲。

## 榜單成績
| 周榜（2018-2019年）                 | 最高 排名 |
| ----------------------------------- | --------- |
| 克羅地亞（HRT電台榜）               | 79        |
| 克羅地亞（HRT聖誕節電台榜）         | 20        |
| 英國（官方榜单公司單曲榜）          | 23        |
| 美国（《告示牌》百大單曲榜）        | 53        |
| 美國（《告示牌》成人當代單曲榜）    | 1         |
| 美國（《告示牌》Adult Pop Airplay） | 37        |
| 美國（告示牌假日百强榜）            | 35        |